# 科爾城 (伊利諾伊州)
科爾城（英語：Coal City）是位於美國伊利諾伊州格蘭迪縣的一個村落。

## 地理
科爾城的座標為41°16′47″N 88°16′39″W / 41.27972°N 88.27750°W，而該地最高點為海拔高度172米（即564英尺）。

## 人口
根據2010年美國人口普查的數據，科爾城的面積為14.49平方千米，當中陸地面積為14.25平方千米，而水域面積為0.24平方千米。當地共有人口5587人，而人口密度為每平方千米385人。